# ブロディ・レタリック
ブロディ・レタリック（Brodie Retallic、1991年5月31日 - ）は、JAPAN RUGBY LEAGUE ONE コベルコ神戸スティーラーズに所属するラグビーユニオン選手。

## プロフィール
- ニュージーランド・ハミルトン出身。
- ポジションはロック(LO)。
- 身長 204cm、体重 121kg
- ニックネームはガズラ。
- ニュージーランド代表キャップは101（2023年8月現在）。
- 2015W杯・2019W杯・2023W杯のニュージーランド代表に選ばれた[1]。
- U20ニュージーランド代表に選ばれたことがある[2]。

## 略歴
クライストチャーチボーイズ高校卒業後、ホークス・ベイ、チーフス、ベイ・オブ・プレンティーを経て、2019年、神戸製鋼コベルコスティーラーズに加入。
2020年1月12日に行われたジャパンラグビートップリーグ第1節キヤノンイーグルス戦に先発出場で日本での公式戦初出場を果たした。
2021年ホークス・ベイに、2022年チーフスに、そして2023年に神戸製鋼コベルコスティーラーズに復帰。

## 受賞歴
- ワールドラグビー年間最優秀選手賞:2014年
- 2020-21トップリーグベスト15
- 2024-25リーグワンベスト15